# 小行星21714
小行星21714（21714 Geoffreywoo）是一颗绕太阳运转的小行星，为主小行星带小行星。该小行星于1999年9月8日发现。

## 轨道参数
小行星21714的轨道半长轴为2.8970407 UA，离心率为0.03。